# Arménské číslice
Systém arménských číslic je historická číselná soustava vytvořena pomocí majuskulí (velkých písmen) arménské abecedy.
Ve starém systému neexistoval žádný znak pro nulu a číselné hodnoty jednotlivých znaků se sčítaly. Princip tohoto systému je stejný jako u starověkých řeckých číslic a u hebrejských číslic. V moderní Arménii se běžně používají arabské číslice. Arménské číslice se používají víceméně stejně jako římské číslice v současné češtině, např. Գարեգին Բ. znamená Garegin II. a Գ. գլուխ znamená III. kapitola (jako titulek).
| arménsky | klasická translit. | arabské |
| -------- | ------------------ | ------- |
| Ա        | A                  | 1       |
| Բ        | B                  | 2       |
| Գ        | G                  | 3       |
| Դ        | D                  | 4       |
| Ե        | E                  | 5       |
| Զ        | Z                  | 6       |
| Է        | ē                  | 7       |
| Ը        | ə                  | 8       |
| Թ        | Ť                  | 9       |
| Ժ        | Ž                  | 10      |
| Ի        | I                  | 20      |
| Լ        | L                  | 30      |
| Խ        | X                  | 40      |
| Ծ        | C                  | 50      |
| Կ        | K                  | 60      |
| Հ        | H                  | 70      |
| Ձ        | J                  | 80      |
| Ղ        | ł                  | 90      |
| Ճ        | Č                  | 100     |
| Մ        | M                  | 200     |
| Յ        | Y                  | 300     |
| Ն        | N                  | 400     |
| Շ        | Š                  | 500     |
| Ո        | O                  | 600     |
| Չ        | čʿ                 | 700     |
| Պ        | P                  | 800     |
| Ջ        | ǰ                  | 900     |
| Ռ        | ṙ                  | 1000    |
| Ս        | S                  | 2000    |
| Վ        | V                  | 3000    |
| Տ        | T                  | 4 000   |
| Ր        | R                  | 5000    |
| Ց        | Č                  | 6000    |
| Ւ        | W                  | 7000    |
| Փ        | P'                 | 8000    |
| Ք        | K'                 | 9000    |

Poslední dvě písmena arménské abecedy, „o“ (Օ) a „fe“ (Ֆ) byly přidány do arménské abecedy až poté, co se arabské číslice již používaly. Cílem bylo usnadnit přepis jiných jazyků. Tak znamená, že k sobě nemají přiřazenou žádnou číselnou hodnotu.

## Algoritmus
Čísla v arménské číselné soustavě se získají jednoduchým sečtením. Arménské číslice se píší zleva doprava (jako v arménštině). Ačkoliv pořadí číslic je irelevantní, protože se provádí pouze součet, tak je konvence napsat je v sestupném pořadí podle hodnoty.

## Příklady
- ՌՋՀԵ = 1975 = 1000 + 900 + 70 + 5
- ՍՄԻԲ = 2222 = 2000 + 200 + 20 + 2
- ՍԴ = 2004 = 2000 + 4
- ՃԻ = 120 = 100 + 20
- Ծ = 50

Pro zapsání čísel větších než 9999 je nutné, aby existovaly číslice s hodnotami většími než 9000. To se provádí kreslením čáry nad nimi, ukazuje to, že je třeba hodnoty vynásobit 10000:
- Ա = 10000
- Ջ = 9000000
- ՌՃԽԳՌՄԾԵ = 11431255